# Cantone di Saint-André-de-l'Eure
Il Cantone di Saint-André-de-l'Eure è una divisione amministrativa dell'arrondissement di Évreux.
A seguito della riforma approvata con decreto del 25 febbraio 2014, che ha avuto attuazione dopo le elezioni dipartimentali del 2015, è passato da 30 a 33 comuni.

## Composizione
I 30 comuni facenti parte prima della riforma del 2014 erano:
- Les Authieux
- Bois-le-Roi
- La Boissière
- Bretagnolles
- Champigny-la-Futelaye
- Chavigny-Bailleul
- Coudres
- La Couture-Boussey
- Croth
- Épieds
- Ézy-sur-Eure
- La Forêt-du-Parc
- Foucrainville
- Fresney
- Garencières
- Garennes-sur-Eure
- Grossœuvre
- L'Habit
- Ivry-la-Bataille
- Jumelles
- Lignerolles
- Marcilly-sur-Eure
- Mouettes
- Mousseaux-Neuville
- Prey
- Quessigny
- Saint-André-de-l'Eure
- Saint-Germain-de-Fresney
- Saint-Laurent-des-Bois
- Serez

Dal 2015 i comuni appartenenti al cantone sono i seguenti 33:
- Les Authieux
- Bois-le-Roi
- Bretagnolles
- Champigny-la-Futelaye
- Chavigny-Bailleul
- Coudres
- La Couture-Boussey
- Croth
- Épieds
- Ézy-sur-Eure
- La Forêt-du-Parc
- Foucrainville
- Fresney
- Garencières
- Garennes-sur-Eure
- Grossœuvre
- L'Habit
- Ivry-la-Bataille
- Jumelles
- Lignerolles
- Louye
- Marcilly-sur-Eure
- Mesnil-sur-l'Estrée
- Mouettes
- Mousseaux-Neuville
- Muzy
- Prey
- Quessigny
- Saint-André-de-l'Eure
- Saint-Georges-Motel
- Saint-Germain-de-Fresney
- Saint-Laurent-des-Bois
- Serez